# Мулета (судно)

Мулета на гербе города Сейшал

Мулета — небольшое рыболовное судно, применявшееся для промысла у берегов Испании и Португалии.

## Конструкция
Обычно мулета имела мачту, склонённую в сторону форштевня, на котором располагался длинный бушприт. На мачте размещался большой косой парус и несколько дополнительных. Подъём парусов осуществлялся с кормы с помощью изогнутого рангоута. Бушприт нёс на себе парус типа спинакера, а под ним — два небольших прямоугольных паруса. Суммарная площадь парусов мулеты достигала 170 м² при длине корпуса 14 метров и ширине до 4 метров.